# Hold-up à la milanaise
Série
Le Pigeon
(1958) Le Pigeon vingt ans après
(1985)
Pour plus de détails, voir Fiche technique et Distribution.
Hold-up à la milanaise (Audace colpo dei soliti ignoti) est un film franco-italien par Nanni Loy, sorti en 1959.
Il s'agit de la suite du film Le Pigeon (1958) de Mario Monicelli.

## Synopsis
Une bande de petits voleurs romains sans envergure, enrôlés par un malfrat de Milan, se lance dans un gros coup : il s'agit d'attaquer le fourgon qui transporte les recettes du Totocalcio, les paris du football italien. Mais forts de leur mésaventure précédente qui s'est soldée par un échec lamentable et peu glorieux, nos héros décident que cette fois, ils vont organiser le tout méthodiquement. Hélas, le destin en décide autrement : imprévus et grains de sable enrayent le plan établi.

## Fiche technique
- Titre : Hold-up à la milanaise
- Titre original : Audace colpo dei soliti ignoti
- Réalisation : Nanni Loy
- Scénario : Agenore Incrocci, Furio Scarpelli et Nanni Loy
- Production : Franco Cristaldi
- Musique : Piero Umiliani
- Photographie : Roberto Gerardi
- Maison de production : Titanus
- Montage : Mario Serandrei
- Pays de production :  Italie
- Format : Noir et blanc - 1,37:1 - Mono - 35 mm
- Genre : Comédie à l'italienne
- Durée : 105 minutes
- Dates de sortie : 
  - Italie : 19 décembre 1959
  - France : 10 août 1962

## Distribution

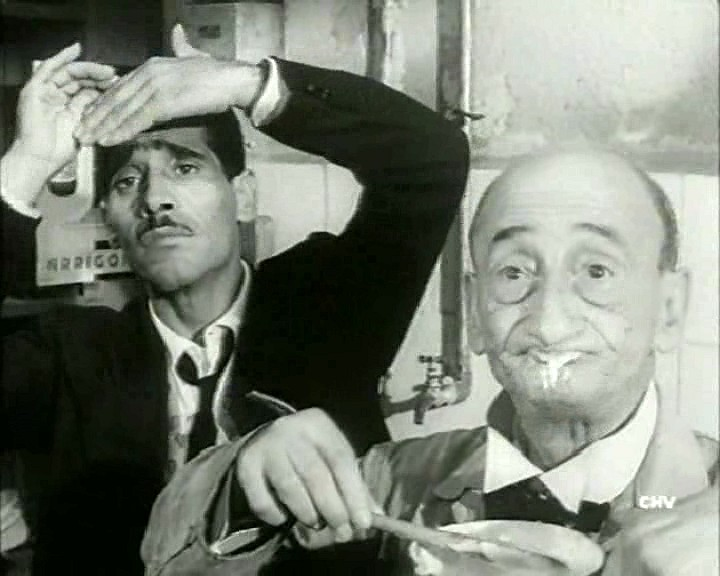
Image du film avec Carlo Pisacane (droite) et Tiberio Murgia (gauche).

- Vittorio Gassman  (VF : Michel Roux) : Peppe la panthère
- Renato Salvatori : Mario Angeletti
- Claudia Cardinale  (VF : Arlette Thomas) : Carmela Nicosia
- Vicky Ludovisi (it) (Vittoria Ludovisi dite) : Floriana
- Riccardo Garrone  (VF : William Sabatier) : Virgilio
- Nino Manfredi : Ugo Nardi
- Tiberio Murgia  (VF : Henri Djanik) : Ferribotte
- Carlo Pisacane  (VF : Paul Ville) : Capannelle
- Gianni Bonagura (en) : Amedeo
- Gina Amendola : Imma
- Clara Bindi : Luisella
- Elena Fabrizi : Lella
- Mauro Lemma : Gianni
- Gastone Moschin  (VF : Jacques Deschamps): Alfredo le Libraire
- Elvira Tonelli
- Toni Ucci : Le chauffeur du Totocalcio

## Faux raccord
À la 57e minute, alors que la voiture est censée être de couleur claire (le papier autocollant noir qui recouvrait la carrosserie vient d'être retiré), la voiture est de nouveau de couleur noire dans trois plans.